# 馳龍屬
馳龍屬又名奔龍， 是一類獸腳亞目恐龍，生活於上白堊紀坎帕階的加拿大艾伯塔省與美國西部，約7,600萬到7,200萬年前。

## 敘述
馳龍是種小型肉食性恐龍，大小如狼，身長約1.8公尺，重量約15公斤。嘴部有許多銳利的牙齒，每個腳掌的第二趾有銳利鐮刀狀趾爪。馳龍的生存年代為白堊紀晚期的坎潘階，但某些破碎的骨頭、牙齒可能來自於馬斯垂克階的蘭斯組（Lance Formation）、地獄溪組（Hell Creek Formation）、王子溪層，相當於6550萬年前。
馳龍的頭顱骨較為粗狀，口鼻部上下距離高。牙齒相當大，上頜骨有九顆牙齒。馳龍具有大型眼睛，視覺良好。頜部結構堅固。頸部彎曲、靈活。尾巴基部靈活，其餘部分因為交錯的骨棒而較僵直，使尾巴保持在稍微上抬的角度。雖然後肢的已發現部分不多，已可顯示馳龍是種強壯的動物。其近親的羽毛證據，顯示馳龍也可能身體覆蓋羽毛。
研究人員在艾伯塔馳龍的一個頭顱骨，發現兩條血管從頸部前方肌肉通到腦殼後方的痕跡。

## 化石

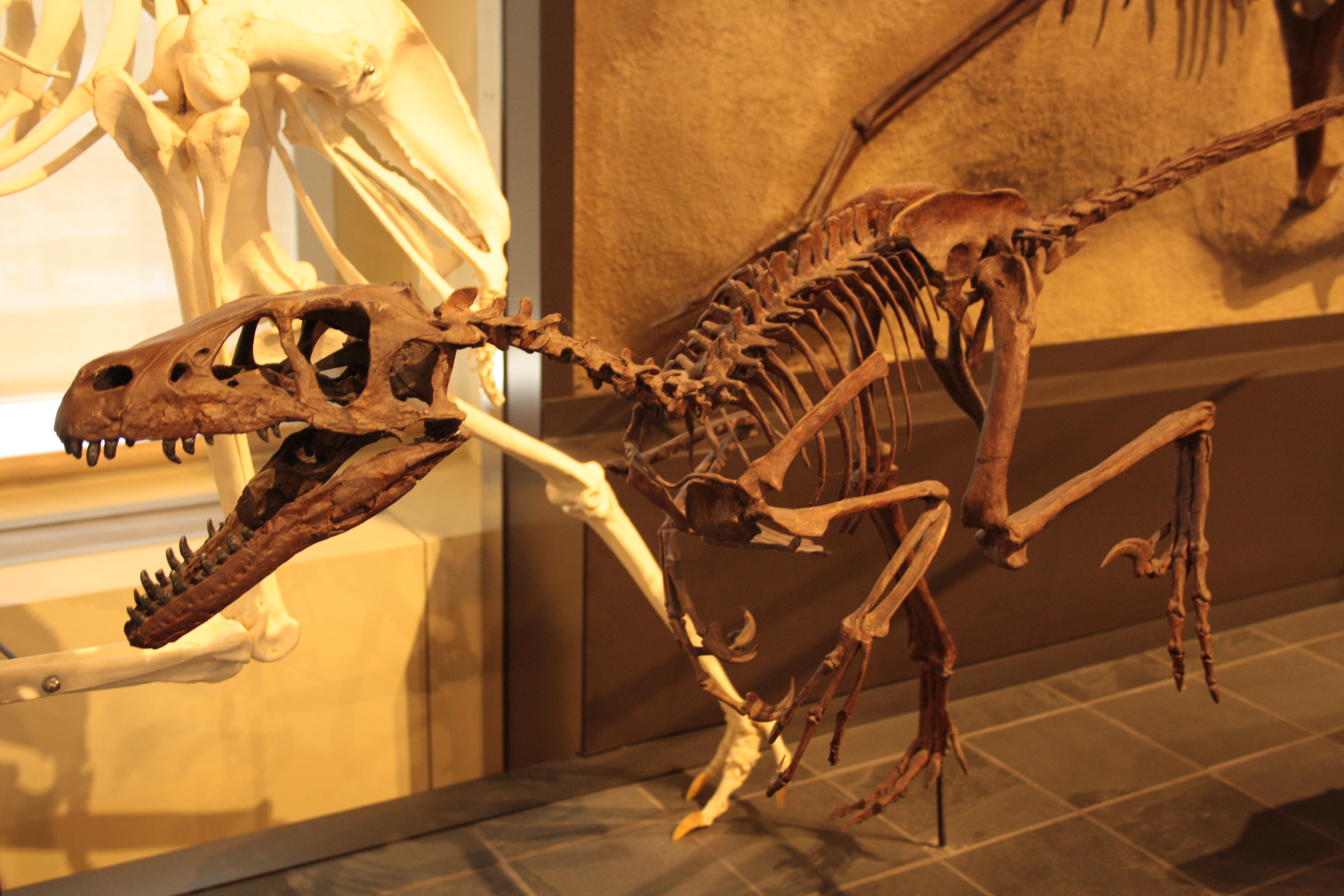
馳龍的骨架模型，位於加拿大自然博物館

馳龍屬已有數個已命名種，但只有模式種艾伯塔馳龍（D. albertensis）具有較完整的標本。與其他小型獸腳類恐龍相比，馳龍似乎是種少見的動物。馳龍是最早發現較完整顱骨的小型獸腳類恐龍之一。
在1914年，巴納姆·布朗率領的美國自然史博物館挖掘隊伍在艾伯塔省的紅鹿河進行挖掘，發現馳龍的首個化石，包含：一個長24公分的部份頭顱骨、及腳掌碎片。該地目前屬於省立恐龍公園。正模標本（編號AMNH 5356）是一個部分頭顱骨，長約24公分、下頜、兩個舌骨、第一掌骨、以及一些腳掌骨頭，缺少口鼻部上方的大部分。幾組發現於亞伯達省與蒙大納州的其他骨骼、及約30個獨立牙齒，也被歸類於馳龍。
在1922年，巴納姆·布郎等人將這些化石建立為馳龍屬，模式種是艾伯塔馳龍（D. albertensis）。屬名是來自古希臘文的「δρομευς」（意思「奔馳」），加上「σαυρος」（意為「蜥蜴」）；種名則是以亞伯達省為名。
之後有其他7種曾被歸類於馳龍屬，愛德華·德林克·科普命名的D. laevifrons、頂飾馳龍（D. cristatus）、D. explanatus、D. falculus，奧塞內爾·查利斯·馬什命名的D. minutus、纖弱馳龍（D. gracilis），以及瑞欽·巴思缽命名的蒙古馳龍（D. mongoliensis）。這些種大部分只有零歲的化石材料，某些以被改歸類於其他屬，或是被認為是疑名。 與其他小型獸腳類恐龍相比，艾伯塔馳龍似乎是種少見的動物，但卻是最早被詳細研究的馳龍類之一。

## 古生物學與食性

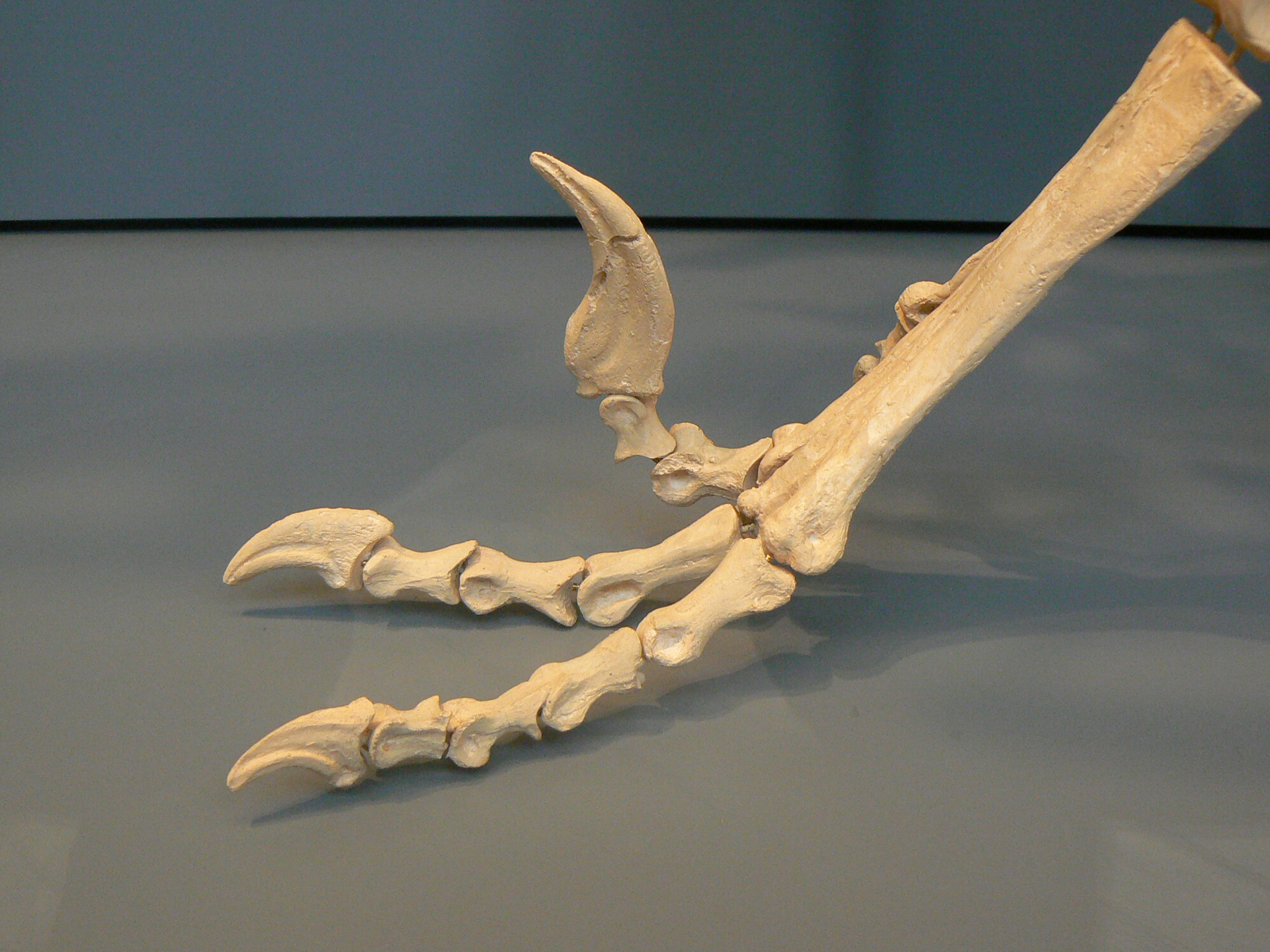
馳龍的腳掌

馳龍與大部份其他馳龍科的不同特徵，是牠的頭顱骨較短及大，下頜較深，及牙齒較堅固。較牠的近親蜥鳥盜龍相比，牠們的牙齒的磨損狀況較明顯，這顯示牠的頜部是用來壓碎及撕開獵物，而非單純地撕開肉體。在2005年，有研究人員推算馳龍的咬合力是迅猛龍的三倍，顯示牠們較常使用頜部撕咬獵物，而非使用鐮刀狀趾爪殺死獵物。
馳龍有可能是吃腐屍的動物，或是以牠的頜部來捕捉獵物。牠可能較蜥鳥盜龍更為適合捕捉大型的獵物。

## 演化關係

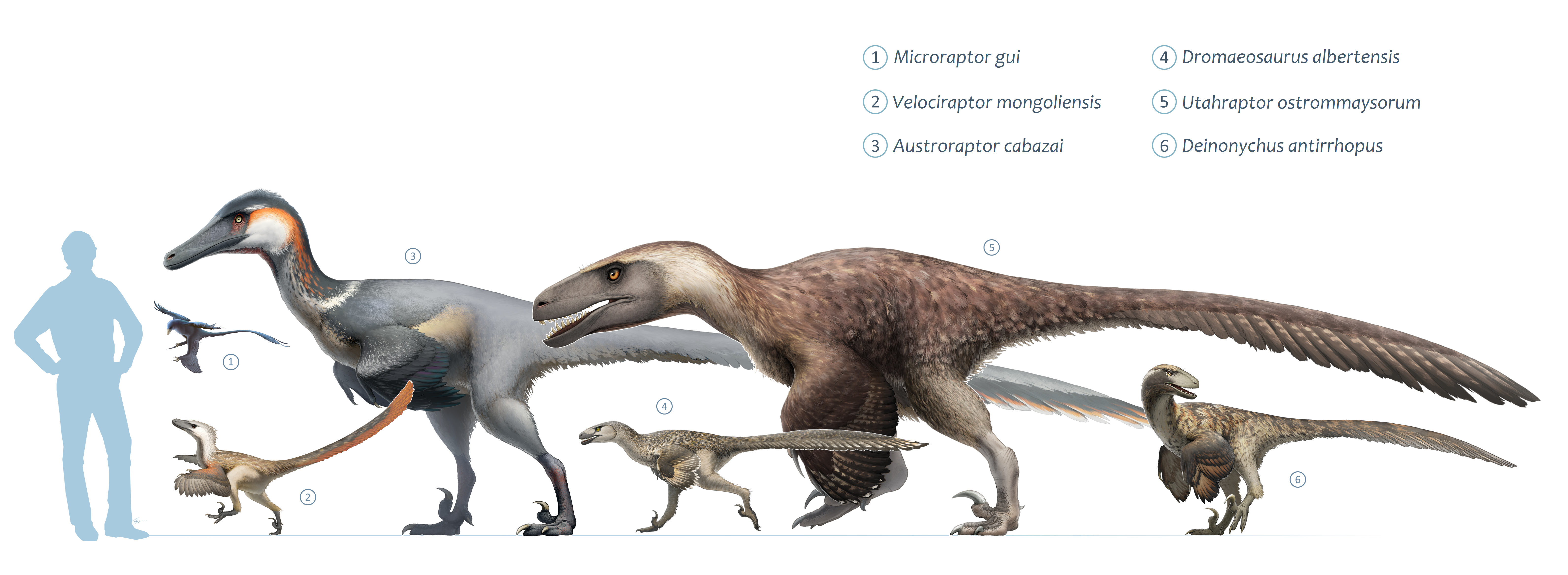
馳龍（④）與其他馳龍類的體型比較

巴納姆·布郎等人根據類似的顱骨比例，將馳龍歸類於恐齒龍科（現為暴龍科的異名），並設置馳龍亞科以包含馳龍屬。在1969年，約翰·奧斯特倫姆發現馳龍與迅猛龍、新發現的恐爪龍有數個共同特徵，將牠們歸類於新建立的馳龍科。自此之後，有更多的馳龍類化石被發現。
目前仍不清楚馳龍的演化關係。雖然牠們的粗糙外型令人感覺是較為原始，但牠們其實已是相當特化的動物。馳龍亞科的名稱來自於馳龍，該亞科還包括：猶他盜龍、阿基里斯龙、惡靈龍。但是，這個亞科在馳龍科中的演化關係仍然未有定論。馳龍A形態（Dromaeosaurus Morphotype A）是指那些在艾伯塔省發現的有稜脊的獨特馳龍科牙齒。這些牙齒的來處不明，有可能不是屬於馳龍的。

## 大眾文化
馳龍出現在探索頻道的節目《與恐龍共舞》（Walking with Dinosaurs）中，追蹤一隻幼年牛角龍，並偷走暴龍的蛋。馳龍曾經出現在《侏羅紀格鬥俱樂部》（Jurassic Fight Club）中獵殺埃德蒙頓龍，但隨後被暴龍搶走獵物。馳龍也曾經出現在《恐龍紀元》中獵食祖尼角龍和懶爪龍，但該馳龍事實上屬於郊狼暴龍。儘管馳龍常出現在大眾恐龍書籍，但馳龍的化石很少，各大博物館的馳龍骨架模型其實多是參考其他馳龍類而重建完成，包含著名的皇家泰瑞爾博物館。

## 外部連結
- 恐龍博物館——馳龍